# Hundesoldaten
Die Bezeichnung Hundesoldaten (cheyenne: Hotamitaniu; englisch: Dog-Soldiers) bezieht sich vor allem auf die furchtlosesten Cheyenne-Krieger, die auch Dog-Men-Warriors genannt wurden. Bei vielen dieser Indianerkrieger  galt der Grundsatz: „Alt zu werden ist nicht gut, besser ist es, sich tapfer in der Schlacht zu schlagen und jung zu sterben“.
Allerdings waren diese Männer die Ausnahme und wurden von der Mehrheit der Krieger eher idealisiert als nachgeahmt. Es gab auch Männer, die nach einem unersetzlichen persönlichen Verlust gelobt hatten, ihr Leben im Kampf zu opfern, und sich in gewisser Weise von der Gemeinschaft absonderten, indem sie grundsätzlich das Gegenteil von dem sagten und taten, was sie meinten (eindrucksvoll in dem Film „Little Big Man“ mit Dustin Hoffman zu sehen). Diese Haltung machte einen Teil der Hundesoldaten zu den grimmigsten Streitern auf den Great Plains, weil sie sich auch bei einer unvermeidlich erscheinenden Niederlage nicht zurückzogen, sondern erst recht kämpften.
Die Gegenteil-Krieger („Hohnuhk`e-“) trugen ihren Namen deshalb, weil sie ihre Tapferkeit beweisen mussten, indem sie mit dem Rücken zum Gegner in die Schlachten hineinritten. Sie kannten eine heilige Verpflichtung, in dieser Weise zu sprechen und zu handeln. „Gegenteil-Krieger“ wurde nur ein Mann, dem der Donner in Gestalt des Donnervogels im Traum oder in einer Vision erschienen war.
Im Gegensatz zu den anderen waren diese in ständiger Kampfbereitschaft, verharrten aber auf Beobachtungsposten, solange ein Erfolg der anderen Krieger sicher schien. Erlitten diese aber eine Niederlage, war es Aufgabe der Hundesoldaten, den Feind zu attackieren und so lange zu kämpfen, bis sie selbst getötet wurden oder den Widersacher in die Flucht geschlagen hatten.
Außer den Hundesoldaten der Cheyenne-Indianer gab es noch vielerlei Militärgesellschaften bei Prärie-Indianern, so zum Beispiel die Crazy Dogs (Verrückte Hunde) bei den Blackfoot oder auch der Kriegerbund der Tapferen Hunde, welche dem Feind immer ins Gesicht sehen mussten, einerlei, wie sehr sie ihn fürchteten, sie konnten niemals weichen.
Angesichts des Verhaltens im Kampf verwundert es nicht, dass viele dieser Kriegerbünde keinen langen Bestand hatten, da ihren Mitgliedern kein allzu langes Leben beschieden war.